# Куликов, Михаил Леонидович
Михаил Леонидович Куликов (1895—1982) — российский и советский борец. Отличник физической культуры и спорта (1957).

## Биография
Чемпион Вологды 1915 года по борьбе.
В 1919 — организатор первой вологодской губернской олимпиады, стал её победителем в соревнованиях по борьбе и тяжёлой атлетике.
Возглавляемое им «Вологодское легкоатлетическое общество» сделало в 1920-е годы занятие физической культурой массовым спортом.
В 1927 в упорной борьбе уступил самому чемпиону мира, легендарному Ивану Поддубному.
На 1957 год являлся преподавателем физического воспитания Вологодской сельскохозяйственной школы.
Похоронен на Пошехонском кладбище Вологды.

## Ученики
- Преображенский, Георгий Николаевич
- Каберов, Игорь Александрович
- Киров, Анатолий Николаевич

## Публикации
- Вернуть былую славу вологодских борцов // Сталинская молодёжь. Вологда, 1954 от 7 января, с. 4.
- Конкурс сельских силачей // КС., 1958 от 30.05., С. 4.
- Областные соревнования тяжелоатлетов (спорт). // КС., 1959 от 15 апреля. — С.4.
- Рекорды тяжелоатлетов Вологодской сборной команды на зональных соревнованиях спартакиады СССР в Костроме // КС., 1959 от 16.05. — С. 4.
- Победа вологодских боксёров (В соревнованиях на первенство области) // КС., 1959 от 3 декабря.
- Построим Вологодские «Лужники» // КС., 1960 от 2.11. — с. 2.
- 55 лет в спорте // Вологодский комсомолец. — 1965. — 13 августа. — с. 2-3.